# Melanococcus cobaricus
Melanococcus cobaricus är en insektsart som beskrevs av Williams 1985. Melanococcus cobaricus ingår i släktet Melanococcus och familjen ullsköldlöss. Inga underarter finns listade i Catalogue of Life.